# Clorexolone
Clorexolone là một thuốc lợi tiểu sulfonamid trần thấp. 